# Famille Dadvisard de Talairan
La famille Dadvisard de Talairan est une famille de la noblesse française subsistante. Elle est originaire du Forez puis elle s'est implantée à Toulouse. Le nom de cette famille a connu plusieurs formes, telles que Davidsard, Dadvisard, d'Avizart, Davisart avant de connaitre sa forme définitive Dadvisard à partir de la Révolution française.

## Histoire
Cette famille compte parmi ses membres quatre présidents à mortier au parlement de Toulouse et fait ainsi partie des grandes familles capitulaires de la ville de Toulouse.
La famille est originaire de Montbrison, en Forez. 
En 1756, Louis-Joseph Dadvisard acquiert la terre de Talairan qui avait été érigée en marquisat en 1756 en faveur de la famille de Bellissen. La possession du titre de marquis est confirmé par le décret impérial de Napoléon III du 29 août 1863 en faveur de Claude-Marie-Gustave Dadvisard.

## Généalogie simplifiée
- Guillaume Dadvisard ( -11 septembre 1612 à Paris)
x (2 avril 1606) Marie de Sacaley
  - Claude Dadvisard (26 décembre 1607-28 février 1682)
x (10 août 1635) Marie de Garaud ( -1698)
    - Charles Joseph Dadvisard (1642-1694)
      - Claude Dadvisard (1678-1738)
x (1er septembre 1706) Jeanne Claire de Thézan ( -1720)
        - Pons Dadvisard (1er octobre 1707 - 21 mai 1772) 
x (9 octobre 1738) Marie de Panis
          - Alexandre Dadvisard (1748-1817) 
x (10 janvier 1769) Victorine de Riquet (1749- )
            - Catherine Marie Joséphine Dadvisard de Talairan (1770-1841)
x (19 mai 1785 à Verfeil) Paul François Honoré de Sers ( -1824)
            - Gabrielle Dadvisard (1773-1845)
x Charles de Saget (1776-1857)
            - Alexandre Joseph Dadvisard de Talairan (29 février 1784 à Toulouse - 5 janvier 1822 à Toulouse) 
x Amable Victoire Aglaé de Sers (1786-1820)
              - Gustave Dadvisard de Talairan (17 août 1806 à Toulouse - 11 mai 1879) 
x (1er juillet 1835 à Toulouse) Thérèse de Gramont d’Aster (1815-1879)
                - Amable Dadvisard de Talairan (16 avril 1836 à Toulouse - 31 août 1881 au château de Boitsfort) 
x (26 août 1873 à Bruxelles) Gabrielle d’Ursel (1845-1885)
                  - Louis Dadvisard de Talairan (29 janvier 1875 à Toulouse - 14 janvier 1962 à Paris) 
x (6 juillet 1904 à Paris) Geneviève Haincque de Saint-Senoch (1877-1938)[5],[6]
                    - Claude Dadvisard de Talairan (1907-2005)
x (9 janvier 1934 à Paris)[7] René de La Tour du Pin Chambly de La Charce (1896-1948)
                    - Alexandrine Dadvisard de Talairan (2 juillet 1909 à Paris - 14 décembre 1989 à Paris)
x (22 avril 1936 à Paris)[8] Bernard Mouchet Battefort de Laubespin (1901-1972)

                  - Henri Dadvisard de Talairan (1877 - 1915)[9],[10]
                  - Charles Dadvisard de Talairan (1879 - 1970) 
x (27 septembre 1913) Jeanne Daru (1889-1969)
                    - Henry Dadvisard de Talairan (30 août 1917 à Rochecorbon - 28 février 2002 à Paris) 
x (18 avril 1944 à Noironte) Colette Le Roy de Lisa de Chateaubrun (1922-2018)

                - Geneviève Dadvisard de Talairan (8 mars 1838 - 15 mai 1893 à Servian) 
x 1859 Oswald de Rascas de Châteauredon (1845-1885)

              - Alfred Dadvisard de Talairan (2 juillet 1808 à Toulouse - 1872)
              - Marie Victoire Armandine Dadvisard de Talairan (1810-1872)
x (30 août 1831) Henri Doujat (1800-1876)
              - Clara Pauline Dadvisard de Talairan (1812 - )
x Alphonse de Ruble (1798-1892)

## Personnalités
- Guillaume Dadvisard ou Advisard ou d'Advisard ( -1612), anobli par sa charge de secrétaire du roi à Toulouse (10 septembre 1577)[2]
- Claude Dadvisard ou Davizard (1607-1682), président à mortier au parlement de Toulouse[2].
- Charles Joseph Dadvisard (1642-1694), seigneur de Cumiès, président à mortier au parlement de Toulouse, conseiller d'État[2].
- François Davisard, seigneur de Viselles, capitoul de Toulouse (1677)
- Claude Dadvisard (1678-1738), baron de Grazac, avocat général, puis conseiller d'honneur au parlement de Toulouse, mainteneur de l'Académie des Jeux floraux (1710)[2].
- Pons-Thomas-Joseph Dadvisard (1707-1772)[11],[12], baron de Grazac, seigneur et baron de Puymisson, président à mortier au parlement de Toulouse (1756). Le 22 décembre 1756, le parlement de Toulouse lui attribue les biens de la famille Bellisens, dont Albas[13].
- Alexandre Dadvisard (1748-1817), président à mortier au parlement de Toulouse, démissionnaire lors de la formation du parlement Maupeou, maréchal de camp en 1815[2],[14].
- Joseph-Guillaume Davisard (1756-1819), général de brigade[réf. nécessaire]. (homonyme ?)
- Gustave Dadvisard de Talairan (1806-1879), 1er marquis Dadvisard de Talairan (1863), sous-lieutenant d'infanterie.
- Amable Dadvisard de Talairan (1836-1881), 2e marquis Dadvisard de Talairan (1879), maire de Mons (1871-1873)[15].
- Louis Dadvisard de Talairan (1875-1962), 3e marquis Dadvisard de Talairan (1881), maire de Mondouzil (1920-1962)[15].
- Charles Dadvisard de Talairan (1879-1970), 4e marquis Dadvisard de Talairan (1962), officier de cavalerie, chevalier de la Légion d'honneur, croix de guerre 1914-1918, croix de guerre 1939-1945.
- Henri Dadvisard de Talairan (1917-2002), 5e marquis Dadvisard de Talairan (1970), maire de Noironte (1953-1977).

## Armes
Les armes de la famille Dadvisard de Talairan : « D'azur au soleil rayonnant d'or cantonné en chef et à dextre, murissant un tournesol tigé, feuillé, fleuri, terrassé du même.,. ».

## Propriétés

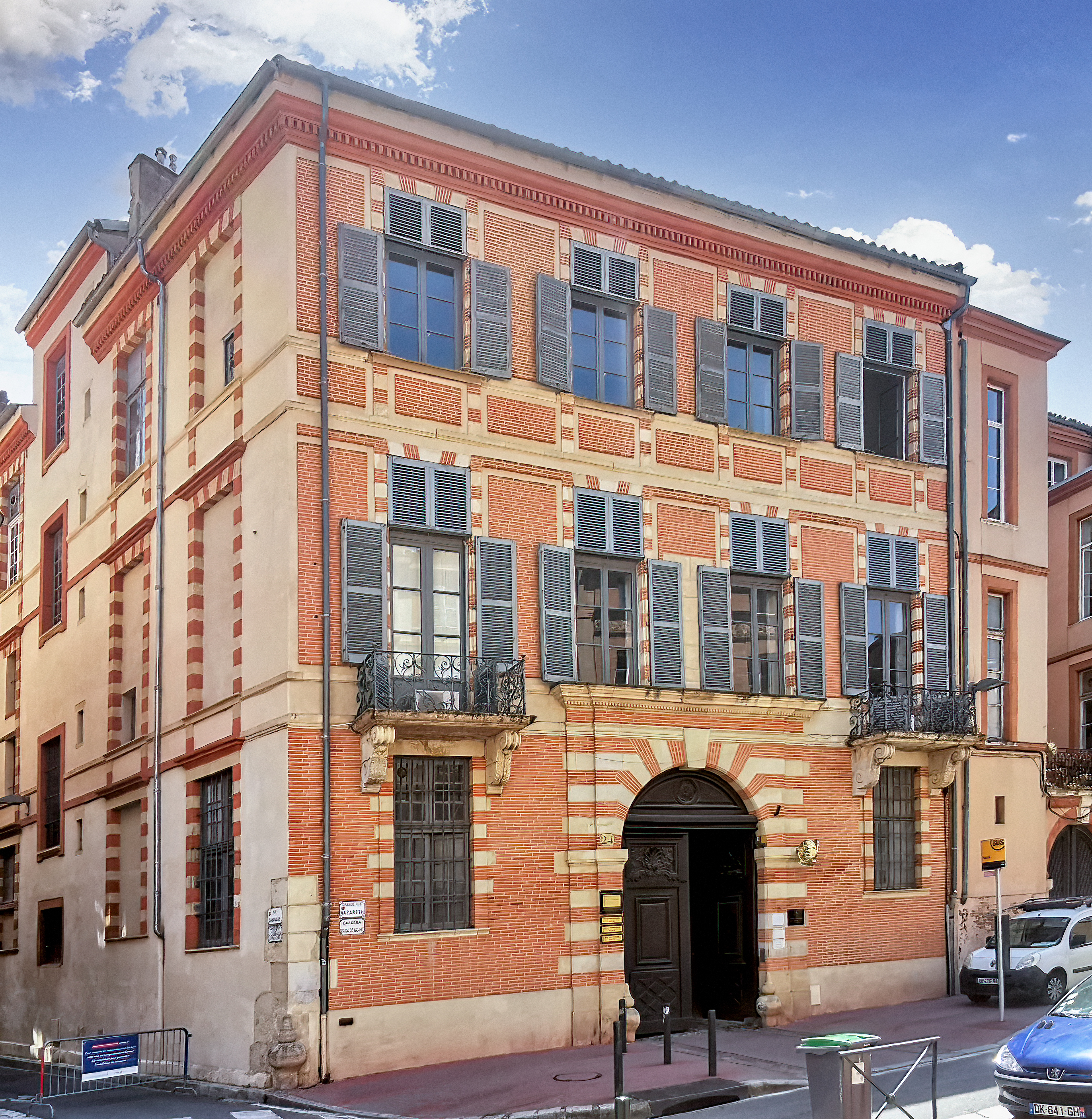
L'hôtel Davizard à Toulouse

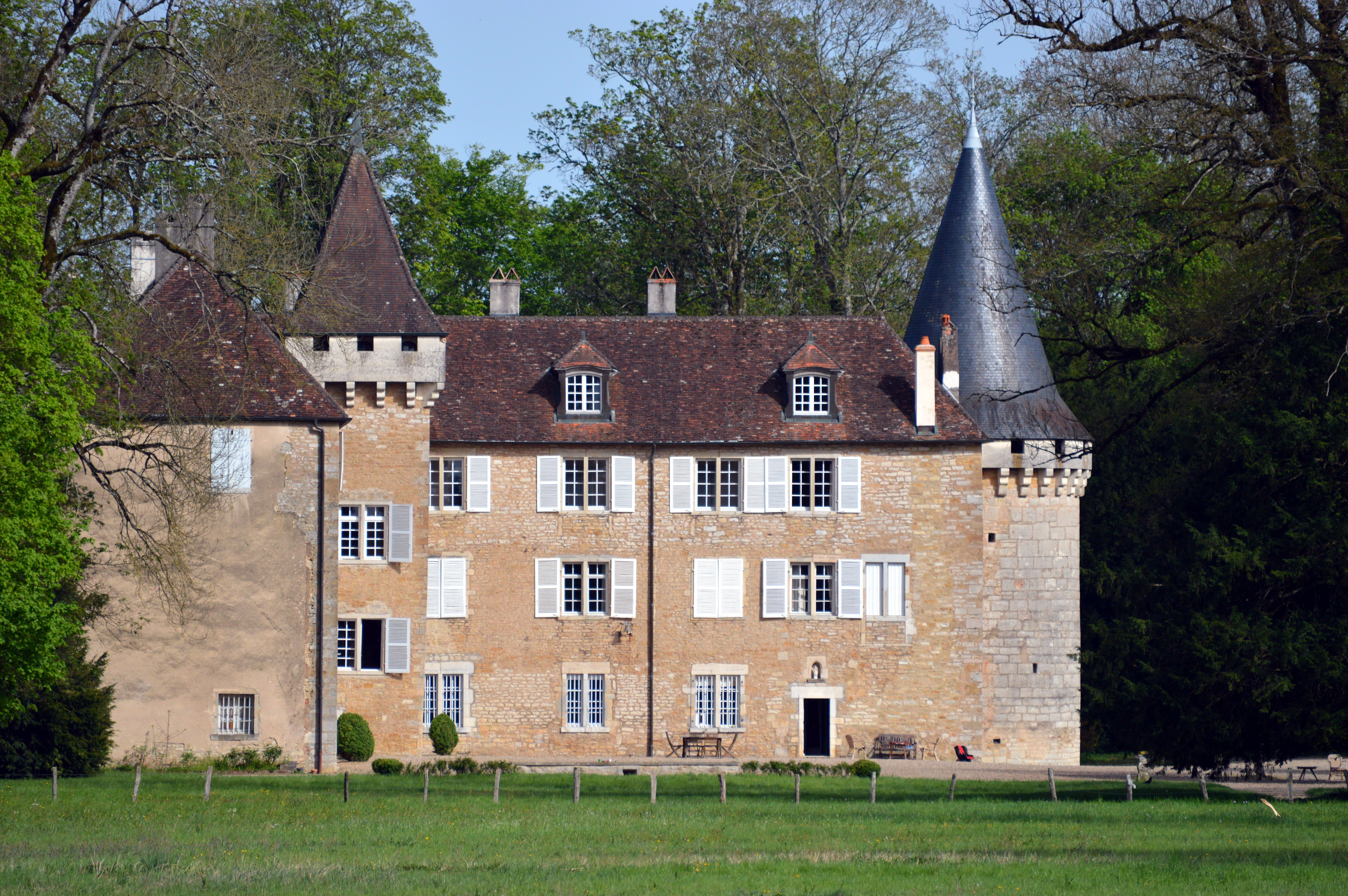
Le château de Noironte

- L'Hôtel Davizard[17],[18], situé au no 24 de la Grande-rue Nazareth à Toulouse, est construit après 1686 par le maître maçon Sarraude pour Claude Davisard, conseiller du roi et président aux Enquêtes du palais. Il fut conservé dans la famille jusqu'à la Révolution française. L'édifice se compose à l'origine de plusieurs corps de bâtiments, le long de la grande-rue Nazareth, de la rue Caminade et de la rue Sesquières, qui encadrent une cour intérieure.
- Le château de Noironte devient propriété de la famille par le mariage en 1944 d'Henri Dadvisard de Talairan avec Colette Le Roy de Lisa de Chateaubrun, issue de la précédente famille propriétaire.
- Le château de Mondouzil
- Le château Saint-Macaire à Servian.

## Pour approfondir